# Hermann J. Giskes

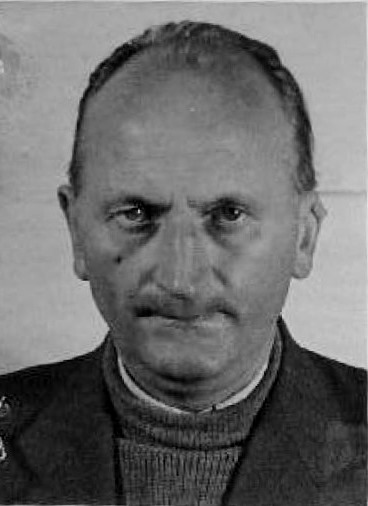
Hermann Giskes (1945)

Hermann Josef Giskes (* 28. September 1896 in Krefeld; † 28. August 1977 ebenda) war Oberstleutnant der Wehrmacht. Von 1941 bis 1944 war er Leiter der deutschen militärischen Gegenspionage in den besetzten Niederlanden für das Amt Ausland/Abwehr und auf deutscher Seite ein Hauptbeteiligter am „Englandspiel“. Nach dem Krieg war Giskes Mitarbeiter der Organisation Gehlen und Bundesnachrichtendienst.

## Leben

### Bis 1938
Hermann Giskes war das dritte von vier Kindern von Wilhelm und Maria Giskes in Krefeld. Der Vater war Kaufmann und Besitzer einer Tabakfabrik. Nach dem Besuch der Grundschule war er ab 1905 zunächst Schüler des Gymnasiums in Krefeld und ab 1911/12 in Karthaus-Konz. 1913/14 besuchte er die Höhere Handelsschule in Krefeld.
Am 1. Oktober 1914 diente er als Kriegsfreiwilliger im 1. Unter-Elsässischen Feldartillerie-Regiment Nr. 31 in Hagenau im Elsass im Ersten Weltkrieg. Im Dezember 1914 wurde er zum Schneeschuhbataillon Nr. 2 versetzt, mit dem er an Kämpfen in den Karpaten, Südtirol und Serbien teilnahm. 1916 war Giskes mit seinem Verband an der Westfront eingesetzt, wo er mehrfach verwundet wurde und das Eiserne Kreuz II. Klasse erhielt. Im März 1917 wurde er Leutnant der Reserve und war, da frontdienstuntauglich, bis April 1918 als Ausbilder beim Gebirgsjäger-Ersatzbataillon in Immenstadt im Allgäu. Ab April 1918 war Giskes mit dem Infanterie-Regiment Nr. 471 erneut an der Westfront, wo er am 12. Oktober 1918 in französische Kriegsgefangenschaft geriet.
Im März 1920 aus der Gefangenschaft entlassen, ging Giskes zurück nach Krefeld, arbeitete zunächst bei seinem Vater als Tabakhändler und war seit 1925 verheiratet. Er hatte keine Kinder. 1926 machte er sich als Tabakimporteur und -händler selbständig. Seit 1929 Oberleutnant der Reserve, nahm er ab 1936 an Reserveübungen teil und wurde 1938 zum Hauptmann der Reserve befördert.

### 1939 bis 1945
Im August 1938 bot ihm der Canaris-Neffe Hauptmann Adolf von Feldmann an, in die Armee zurückzukehren und für die Spionageabwehr der Außenstelle (Ast) Hamburg des Amtes Ausland/Abwehr im Oberkommando der Wehrmacht zu arbeiten. Da sich Giskes Tabakhandel in wirtschaftlichen Schwierigkeiten befand, nahm er das Angebot zum 1. Januar 1939 an. Ab Frühjahr 1939 leitete er in der Ast Hamburg das Referat III C 2 (Spionageabwehr).
Nach Kriegsausbruch 1939 stellte Giskes in Münster ein mobiles „Abwehrkommando“ auf, das beim Westfeldzug wichtiges Aktenmaterial erbeuten und sichten sollte. Als der Beginn des Westfeldzugs verschoben wurde, kehrte er im Januar 1940 zur Ast Hamburg zurück, die seit Sommer 1939 für Belgien und Dänemark zuständig war. Im Juni 1940 wurde Giskes als Major und Leiter des Referats III F2 (Abwehr fremder Dienste/Gegenspionage) zur Abwehrleitstelle Frankreich versetzt, die im Pariser Hôtel Lutetia untergebracht war. Im August 1941 wurde er als Oberstleutnant bei der Ast Niederlande in Den Haag Leiter der Gegenspionage-Untergruppe III F.
Zwischen 1942 und 1944 war Giskes für das „Englandspiel“ verantwortlich, eine gemeinsame Operation der Abwehr und der von Joseph Schreieder geleiteten Abwehrabteilung der Sicherheitspolizei (SIPO) in den Niederlanden. Durch Irreführung der britischen Special Operations Executive (SOE) gerieten zwischen März 1942 und Mai 1943 über fünfzig in England für Spionage- und Sabotageoperationen ausgebildete niederländische SOE-Agenten bereits bei ihrer Fallschirmlandung in die Hände der Deutschen, außerdem tonnenweise Waffen, Munition, Sprengstoff und anderes Sabotagematerial.

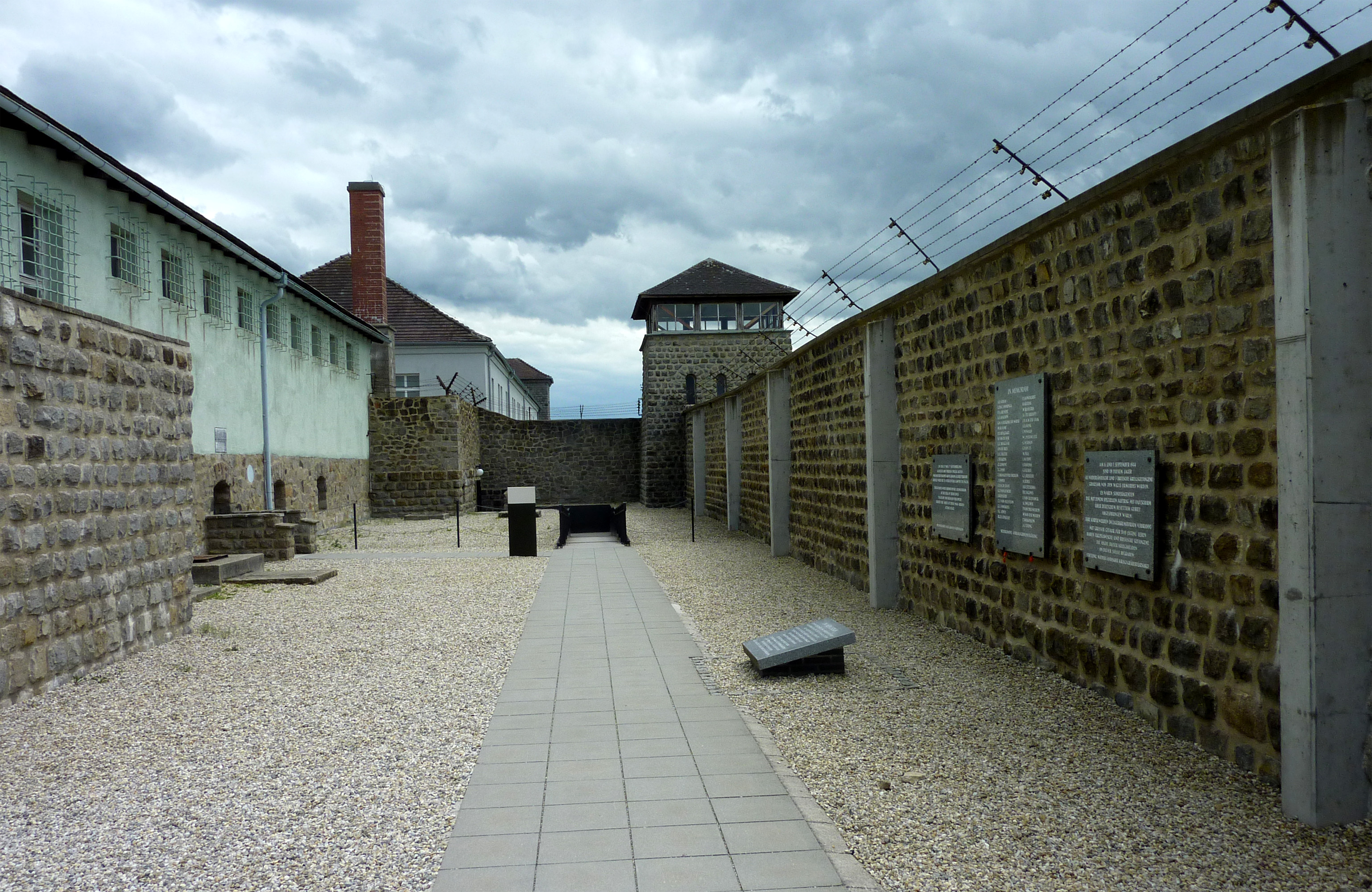
Hinter dem Arrestgebäude des KZ Mauthausen befindet sich seit 1968 ein Denkmal für die dort von der SS liquidierten SOE-Agenten.

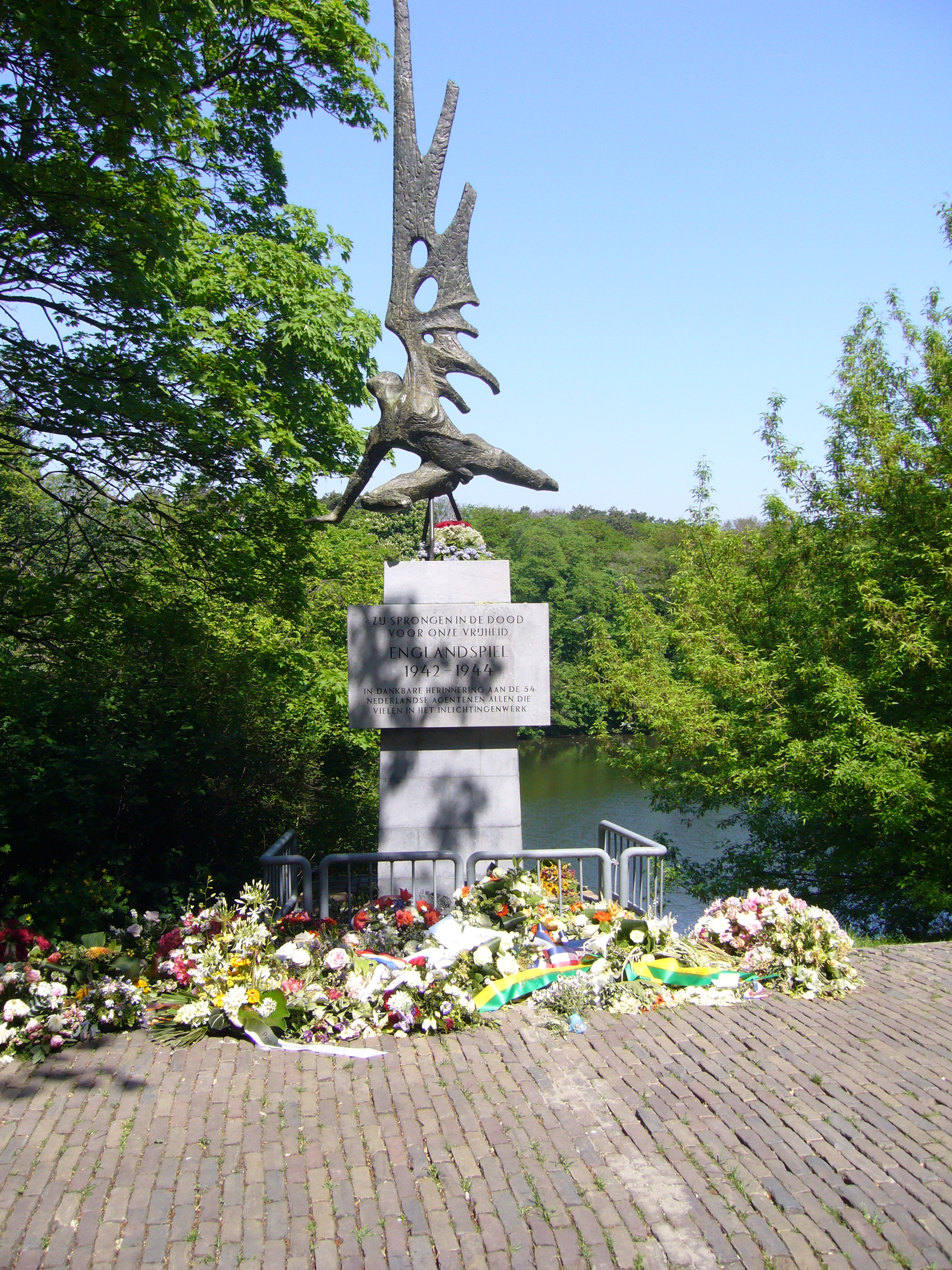
Der Fall des Ikarus im Van Stolkpark in Den Haag von Titus Leeser (1980) in Erinnerung an die Opfer des „Englandspiels“.

Giskes hatte sich im Juni 1942 vom Reichssicherheitshauptamt schriftlich zusichern lassen, dass die gefangenen Agenten nicht zur Höchststrafe verurteilt und somit am Leben bleiben würden. Nach Abbruch des Englandspiels, als Giskes Begründung, er müsse die Männer ständig für Rückfragen zur Verfügung haben, entfiel, wurden die Gefangenen in das Gefängnis in Rawicz in Polen verlegt, wo mehrere umkamen. Im September 1944 kamen sie in das KZ Mauthausen, wo fünfunddreißig der im Rahmen des Englandspiels gefassten niederländischen SOE-Agenten am 6. und 7. September 1944 von der SS liquidiert wurden. 1968 wurde dort ein Denkmal für sie errichtet.
Bei der Umorganisation der militärischen Abwehr und ihrer teilweisen Unterstellung unter das Reichssicherheitshauptamt blieb Giskes Angehöriger der Wehrmacht und wurde als Oberstleutnant Kommandeur des „Frontaufklärungskommandos 307“, das aus den III F-Dienststellen in Holland, Belgien und Nordfrankreich gebildet wurde und der Leitstelle III West für Frontaufklärung unter Oberstleutnant Oskar Reile unterstellt war. Giskes gelang es noch, mit Christiaan Lindemans den Doppelspion „King Kong“ anzuwerben, allerdings gingen nach der Alliierten Invasion die Aktionsmöglichkeiten der Gegenspionage im Rückzug der deutschen Wehrmacht unter. „King Kong“ sollte sich von den vormarschierenden alliierten Truppen überrollen lassen und hinter deren Linien operieren. Lindemans spielte eine Rolle im Verrat der Operation Market Garden, er beging im Juli 1946 in Haft Selbstmord.

### Ab 1945
Ende April 1945 wurde Giskes in der Abwehr-Agentenschule in Wiehl gefangen genommen und nach kurzer Vernehmung durch die US-Armee, am 24. Mai 1945 in das britische Vernehmungszentrum Camp 020 gebracht, wo er mehrere Monate lang verhört wurde. Laut einem Bericht des „Informationsorgans für Angehörige der ehemaligen militärischen Abwehr“ Die Nachhut wurde Giskes im März 1946 in die Niederlande überstellt, wo er bis zum September 1946 in Haft gehalten wurde. Danach wurde er nach Deutschland abgeschoben.
1946 war vom ehemaligen Leiter der Wehrmachts-Abteilung Fremde Heere Ost (FHO) Reinhard Gehlen die im Auftrag der Amerikaner arbeitende Organisation Gehlen (OG) gegründet worden. Hermann Giskes zählte zu den ersten Mitarbeitern dieses Nachrichtendienstes. Anfang der 1950er-Jahre war er in der OG-Generalvertretung N in Bremen. Spätestens ab 1953 war Giskes unter dem Decknamen Gisson Leiter der OG-Untervertretung XVII in Hamburg. Von 1955 bis Anfang 1956 arbeitete er in der Gegenspionage der Pullacher Zentrale. Bis mindestens 1963 leitete Giskes die BND-Generalvertretung in München, die unter anderem für Nordafrika zuständig war. Zu seinen Agenten gehörte in dieser Zeit der Lothringer Richard Christmann, der bereits im Zweiten Weltkrieg als Doppelagent für die Abwehr tätig gewesen war. Von Giskes zwischen 1956 und 1961 als BND-Resident in Tunis eingesetzt, unterstützte Christmann die algerische Unabhängigkeitsbewegung gegen Frankreich und arbeitete damit direkt gegen die offizielle deutsch-französische Versöhnungspolitik.
Giskes veröffentlichte seine Erinnerungen an das Englandspiel zunächst 1949 in den Niederlanden und dann 1950 in Deutschland unter dem Titel „Spione überspielen Spione“. Als sein Buch 1953 in New York in englischer Übersetzung erschien, stellte in London die oppositionelle Labour Party eine Parlamentsanfrage zum Wahrheitsgehalt der Darstellung. Der Regierungssprecher teilte mit, dass der Sachverhalt „unhappily true“ sei. Eine parlamentarische Untersuchung wurde abgelehnt, da es nicht im öffentlichen Interesse sei, Angelegenheiten des Geheimdienstes öffentlich zu debattieren. Sein Buch erschien auch in norwegischer und französischer Übersetzung und wurde 1982 posthum unter dem Titel „London ruft Nordpol“ in Deutschland neu aufgelegt.
1955 drehte Duilio Coletti den italienischen Spielfilm „Londra chiama Polo Nord“ (dt.: London ruft Nordpol) frei gestaltet nach „Spione überspielen Spione“ von Hermann J. Giskes. Die Handlung wurde nach Amsterdam verlegt und Giskes als „Bernes“ von Curd Jürgens „in seiner besten Rolle seit langem“ besetzt. Joseph Schreieder (SIPO) wurde als „Hermann“ von René Deltgen gespielt und eine Liebesgeschichte mit einer von Dawn Addams dargestellten „Mary“ hinzugefügt.

## Werkausgaben
- Abwehr III F. De duitse contraspionnage in Nederland. De Bezige Bij, Amsterdam 1949.
- Spione überspielen Spione. Mit einem Nachwort von H.M.G. Lauwers, S. 305–343 und einem Nachwort des Autors, S. 345–351. Hansa Verlag Josef Toth, Hamburg 1951.
- London Calling North Pole. British Book Centre, New York 1953.
- London kaller Nordpol. Sannheten om krigens største spionkup. Stabenfeldt, Stavanger 1953.
- Londres appelle Pôle Nord. Plon, Paris 1958.
- London ruft Nordpol. Das erfolgreiche Funkspiel der deutschen militärischen Abwehr. Bastei Lübbe, Bergisch Gladbach 1982, ISBN 3-404-65046-8 (Neuauflage von Spione überspielen Spione).

## Film
- London ruft Nordpol / Londra chiama Polo Nord bei IMDb Italien 1955, Erstaufführung in Deutschland 1957, Regie Duilio Coletti, mit Curd Jürgens, Dawn Addams, René Deltgen, Albert Lieven, Giacomo Rossi-Stuart u. a.